# Мастерз (гольф)
Мастерз (англ. The Masters) — один із чотирьох головних світових турнірів з гольфу (мейджорів), що проводиться в квітні кожного року в Національному гольф-клубі Огасти в штаті Джорджія. Це перший з мейджорів року. На відміну від інших мейджорів місце проведення турніру не змінюється. В турнірі бере участь менше гравців, ніж у інших мейджорах, тому що для участі потрібно отримати запрошення від клубу. Турнір входить водночас до PGA-туру, Європейського туру й Японського туру.
Турнір має довгу історію й глибокі традиції. Його започаткували 1934 року. З 1949-го переможця турніру нагороджують зеленим піджаком. Переможець зобов'язаний повернути піджак через рік
. Якщо він виграє турнір повторно, то отримує той самий піджак.
Перед турніром, у четвер, проводиться обід, на який запрошуються тільки колишні переможці й деякі члени клубу.
Станом на 2014 найчастіше вигравав турнір Джек Ніклас — 6 разів. Тайгер Вудс має у своєму активі 5 перемог, Арнолд Палмер — 4. Здебільшого перемагали американці, але є також переможці з інших країн і континентів.

## Виноски
1. ↑  Архівована копія. Архів оригіналу за 5 грудня 2016. Процитовано 7 квітня 2014.{{cite web}}:  Обслуговування CS1: Сторінки з текстом «archived copy» як значення параметру title (посилання)